# Fidel LaBarba
Fidel LaBarba   (Bronx, 29 de setembre de 1905 - Los Angeles, 3 d'octubre de 1981) va ser un boxejador estatunidenc que va competir durant les dècades de 1920 i 1930. Posteriorment va exercir de periodista esportiu.
Nascut a Nova York, va créixer a Los Angeles, Califòrnia. LaBarba va començar la seva carrera amateur amb tan sols catorze anys. Guanyà la categoria del pes mosca del torneig de l'Amateur Athletic Union de Boston i posteriorment es va classificar per disputar els Jocs Olímpics de París de 1924. En ells guanyà la medalla d'or de la categoria del pes mosca, en guanyar la final a James McKenzie.
Com a professional va disputar 90 combats entre 1924 i 1933, amb un balanç de 69 victòries, 15 derrotes i 6 combats nuls. El 1933 hagué de posar punt final a la seva carrera esportiva de manera prematura per culpa d'un despreniment de retina en un combat a finals de 1932.
Poc després es va llicenciar en periodisme a la Universitat Stanford. Primer va exercir de periodista esportiu i més tard va fer de relacions públiques, guionista i assessor tècnic a Hollywood en pel·lícules de boxa. Va morir d'un atac de cor el 1981. El 1996 va ser incorporat a l'International Boxing Hall of Fame.